# Aleksandr Zaïtsev (joueur d'échecs)
Pour les articles homonymes, voir Aleksandr Zaïtsev.
Ne doit pas être confondu avec son frère Igor Zaïtsev, également joueur d'échecs.
Aleksandr Nikolaïevitch Zaïtsev (en russe : Александр Николаевич Зайцев), né à Vladivostok en Russie le 15 juin 1935 et mort le 31 octobre 1971 dans la même ville, est un grand maître soviétique du jeu d'échecs.
Il a reçu le titre de maître international en 1965 et celui de grand maître en 1967.
Zaïtsev a terminé premier ex æquo du championnat d'échecs d'URSS en 1968-1969 à Alma Ata mais a cédé cependant la victoire à Lev Polougaïevski après un match de départage. Il a également été premier ex æquo à Sotchi (mémorial Tchigorine) en 1967.
Il est mort des suites d'une opération chirurgicale bénigne en 1971.